# Bras d'honneur

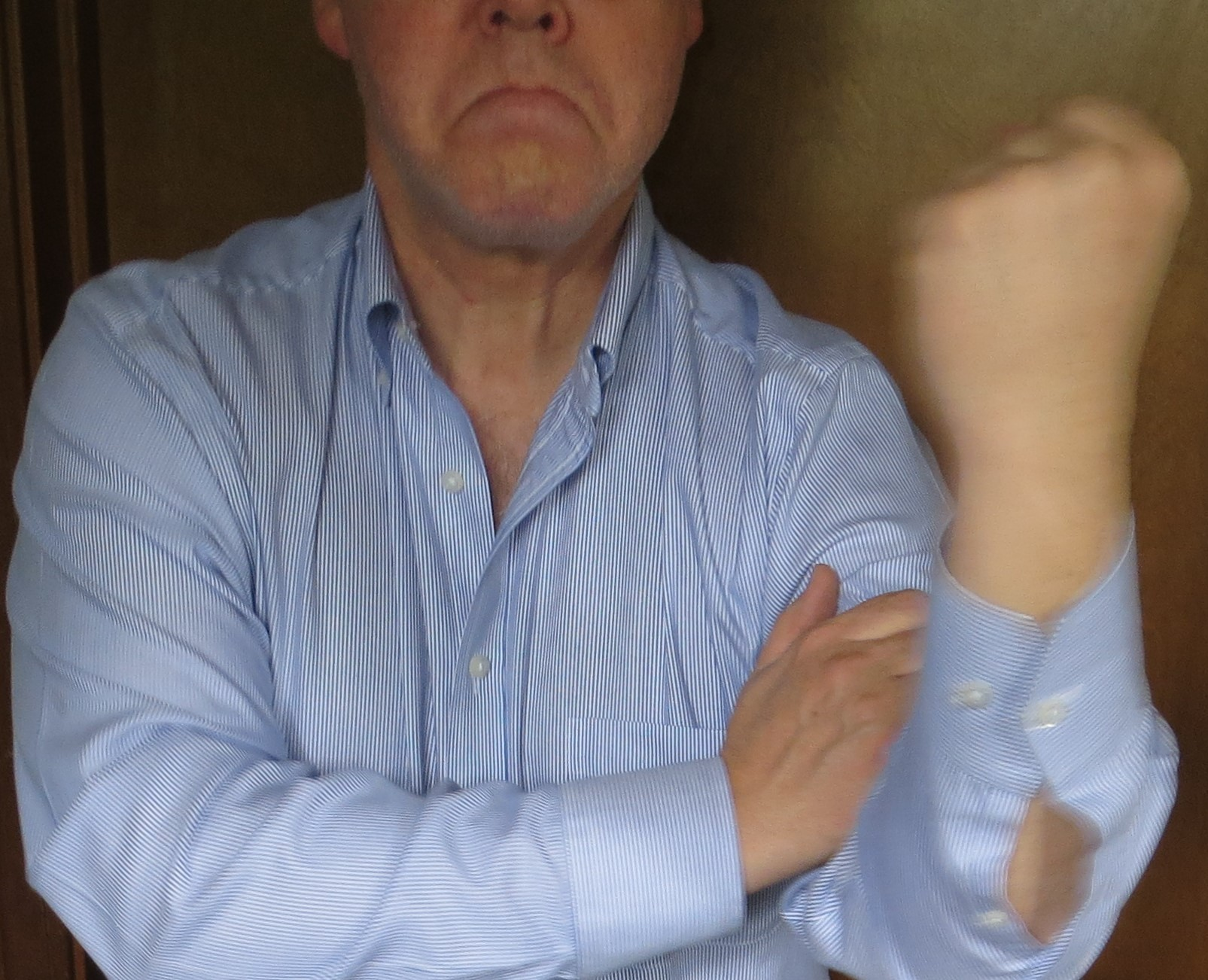
Un bras d'honneur.

Le bras d'honneur est un geste qui marque la dérision, une manière impolie et obscène de marquer sa réprobation.

## Gestuelle
Il consiste à se taper d'une main le pli du coude de l'autre bras que l'on plie alors en dressant verticalement l'avant-bras avec le poing serré, ou parfois en faisant un doigt d'honneur.
L'expression « faire un bras d'honneur » est également utilisée de manière imagée, pour pointer le désintérêt de quelqu'un pour quelque chose ou quelqu'un,.

## Bras d’honneur notables
En novembre 1972 le footballeur malien Salif Keita, transfuge du Saint-Étienne de la grande époque, passé à l'Olympique de Marseille à la suite d'un différend avec son charismatique président, le Stéphanois Roger Rocher, marque deux buts d'anthologie pour son nouveau club puis se plante devant le président de l'AS Saint-Étienne et lui adresse un bras d'honneur qui défraiera la chronique journalistique... et lui vaudra une amende record.
Un bras d'honneur resté célèbre est celui effectué par Władysław Kozakiewicz lors des Jeux olympiques d'été de 1980. Ayant gagné la médaille d'or et établi le record du monde en saut à la perche, il se fait siffler et huer par le public moscovite. En réponse aux provocations, il effectue un bras d'honneur qui engendre un incident diplomatique entre la Pologne et l'URSS.
La pilote ukrainienne Nadia Savtchenko adresse également un bras d'honneur, le 9 mars 2016, au tribunal russe qui l'accuse d'être responsable de la mort de deux journalistes russes, ce que l'accusée conteste.
Le ministre de la Justice français Éric Dupond-Moretti fait l'objet d'une polémique, ayant adressé deux bras d'honneur au président du groupe parlementaire LR Olivier Marleix dans l'hémicyle de l'Assemblée nationale le 7 mars 2023 .

## Au cinéma
Un des plus célèbres films de Frederico Fellini intitulé Les Vitelloni (Littéralement « Les grands veaux » c'est-à-dire « Les inutiles » ou, plus vulgairement, « Les branleurs ») contient une scène culte où Alberto Sordi, bouffon de la bande mais doté de peu de cervelle, qui méprise le travail manuel, croit malin d'adresser un bras d'honneur à des ouvriers cantonniers, depuis une vieille voiture de maître décapotable (une antique Lancia Dilambda) alors qu'ils traversent un chantier routier... Mais tel est pris qui croyait prendre, le vieux tacot tombe en panne cent mètres plus loin et les rudes travailleurs font passer un mauvais quart d'heure aux Vitelloni.

## Gestes similaires
Un geste similaire existe au Yémen, la différence étant que le bras reste tendu au lieu d'être plié ; il représente un phallus hypertrophié.
Dans l'expression d'un refus outré, il existe dans les pays slaves le geste de la figue.
Une variante du bras d'honneur — à contenu politique mais sans renier ses connotations obscènes — est representée par le geste de la quenelle : d'une gestuelle un peu différente de celle du bras d'honneur générique  (parfois comparée à un salut fasciste inversé ou à une sodomie profonde), il a été inventé par l'humoriste Dieudonné comme une provocation antisystème puis comme signe de ralliement du mouvement antisionniste dont il se veut lui-même une des figures.